# Karl Muheim (Politiker, 1887)
Karl Muheim (* 19. April 1887 in Altdorf; † 2. Februar 1954 ebenda, heimatberechtigt in Altdorf) war ein Schweizer Politiker (FDP).

## Biografie
Muheim besuchte das Gymnasium in Feldkirch und Freiburg im Üechtland und studierte dann Rechtswissenschaften an den Universitäten von Bern, Freiburg im Breisgau und Heidelberg. Danach war er ab 1915 als Fürsprecher und Notar tätig. Er besass später ein Anwalts- und Notariatsbüro in Altdorf.
Im Jahre 1918 wurde er in den Gemeinderat von Altdorf gewählt und wurde nur ein Jahr später Gemeindepräsident bis 1923. Von 1920 bis 1939 war er Landrat des Kantons Uri und präsidierte diesen von 1928 bis 1929. Die Urner Bevölkerung wählte Muheim 1926 in den Ständerat, wählte ihn jedoch ein Jahr später im Jahr 1927 schon wieder ab. Vier Jahre später wurde er 1931 in den Nationalrat gewählt und hatte dann dort bis 1947 Einsitz.
Als Nachfolger des Urners Martin Gamma führte er die freisinnige Opposition im Kanton an. Muheims Abwahl aus dem Ständerat rief Forderungen aus der Bevölkerung zur Abschaffung der Landsgemeinde hervor.
Nach der Vernebelungskatastrophe der Schweizer Armee im Jahre 1940, als ein giftiger Nebel getestet wurde und Vieh und Heu verseucht hatte, setzte sich Karl Muheim für die Beseitigung der Umweltschäden ein. Die von ihm eingereichte Motion im Nationalrat brachte diese Katastrophe an die landesweite Öffentlichkeit.